# Élections cantonales de 1992 dans le Pas-de-Calais
Les élections cantonales ont eu lieu les 22 et 29 mars 1992.
Lors de ces élections, 44 des 77 cantons du Pas-de-Calais ont été renouvelés. Elles ont vu la reconduction de la majorité socialiste dirigée par Roland Huguet, président du conseil général depuis 1981.

## Résultats à l’échelle du département
Répartition départementale des résultats (2e tour).
- PCF (14,8 %)
- PS (33,74 %)
- Majorité (6,54 %)
- Verts (0,63 %)
- RPR (21,14 %)
- UDF (17,5 %)
- DVD (4,73 %)
- FN (0,92 %)

| Étiquette      | Étiquette                          | Premier tour | Premier tour | Second tour | Second tour | Sièges |
| Étiquette      | Étiquette                          | Voix         | %            | Voix        | %           | Sièges |
| -------------- | ---------------------------------- | ------------ | ------------ | ----------- | ----------- | ------ |
|                | Parti socialiste                   | 121 618      | 28,37        | 108 310     | 33,74       | 14     |
|                | Parti communiste français          | 73 945       | 17,25        | 47 498      | 14,80       | 9      |
|                | Majorité présidentielle            | 17 983       | 4,20         | 20 983      | 6,54        | 3      |
|                | Parti radical de gauche            | 687          | 0,16         |             |             |        |
|                | Extrême gauche                     | 679          | 0,16         |             |             |        |
| Gauche         | Gauche                             | 84 222       | 50,14        | 176 791     | 55,08       | 26     |
|                |                                    |              |              |             |             |        |
|                | Rassemblement pour la République   | 55184        | 12,87        | 67 842      | 21,14       | 7      |
|                | Union pour la démocratie française | 51 690       | 12,06        | 56 162      | 17,50       | 9      |
|                | Front national                     | 42 946       | 10,02        | 2 954       | 0,92        | 0      |
|                | Divers droite                      | 20 391       | 4,76         | 15 195      | 4,73        | 2      |
| Droite         | Droite                             | 170 211      | 39,71        | 142 153     | 44,29       | 18     |
|                |                                    |              |              |             |             |        |
|                | Les Verts                          | 37 615       | 8,78         | 2 032       | 0,63        | 0      |
|                | Génération écologie                | 5 892        | 1,37         |             |             |        |
| Écologistes    | Écologistes                        | 43 507       | 10,15        | 2 032       | 0,63        | 0      |
|                |                                    |              |              |             |             |        |
| Inscrits       | Inscrits                           | 612 451      | 100,00       | 522 740     | 100,00      |        |
| Abstention     | Abstention                         | 161 095      | 26,30        | 170 111     | 32,54       |        |
| Votants        | Votants                            | 451 356      | 73,70        | 352 629     | 67,46       |        |
| Blancs et nuls | Blancs et nuls                     | 22 726       | 5,04         | 31 653      | 8,98        |        |
| Exprimés       | Exprimés                           | 428 630      | 94,96        | 320 976     | 91,02       |        |

## Résultats par canton

### Canton d'Ardres
| Candidats      | Candidats            | Étiquette      | Premier tour | Premier tour | Second tour | Second tour |
| Candidats      | Candidats            | Étiquette      | Voix         | %            | Voix        | %           |
| -------------- | -------------------- | -------------- | ------------ | ------------ | ----------- | ----------- |
|                | Gilles Cocquempot    | PS             | 2 794        | 30,87        | 4 074       | 46,08       |
|                | Bernard Carpentier   | UDF            | 2 579        | 28,49        | 4 768       | 53,92       |
|                | Albert Stoclin*      | UDF            | 2 030        | 22,43        | Retrait     | Retrait     |
|                | Pierre Vandenbroucke | Verts          | 581          | 6,42         |             |             |
|                | René Seux            | PCF            | 545          | 6,02         |             |             |
|                | Anne-Marie Bacquet   | FN             | 523          | 5,78         |             |             |
|                |                      |                |              |              |             |             |
| Inscrits       | Inscrits             | Inscrits       | 11 548       | 100,00       | 11 548      | 100,00      |
| Abstention     | Abstention           | Abstention     | 2 148        | 18,60        | 2 293       | 19,86       |
| Votants        | Votants              | Votants        | 9 400        | 81,40        | 9 255       | 80,14       |
| Blancs et nuls | Blancs et nuls       | Blancs et nuls | 348          | 3,70         | 413         | 4,46        |
| Exprimés       | Exprimés             | Exprimés       | 9 052        | 96,30        | 8 842       | 95,54       |

*sortant

### Canton d'Arques
| Candidats      | Candidats          | Étiquette      | Premier tour | Premier tour |
| Candidats      | Candidats          | Étiquette      | Voix         | %            |
| -------------- | ------------------ | -------------- | ------------ | ------------ |
|                | Michel Lefait*     | PS             | 5 381        | 54,84        |
|                | Jean-Paul Marvalin | RPR            | 2 151        | 21,92        |
|                | Michel Nys         | FN             | 883          | 9,00         |
|                | Jacques Cailliau   | Verts          | 806          | 8,21         |
|                | Didier Talleux     | PCF            | 591          | 6,02         |
|                |                    |                |              |              |
| Inscrits       | Inscrits           | Inscrits       | 13 636       | 100,00       |
| Abstention     | Abstention         | Abstention     | 3 145        | 23,06        |
| Votants        | Votants            | Votants        | 10 491       | 76,94        |
| Blancs et nuls | Blancs et nuls     | Blancs et nuls | 679          | 6,47         |
| Exprimés       | Exprimés           | Exprimés       | 9 812        | 93,53        |

*sortant

### Canton d'Arras-Nord
| Candidats      | Candidats           | Étiquette      | Premier tour | Premier tour | Second tour | Second tour |
| Candidats      | Candidats           | Étiquette      | Voix         | %            | Voix        | %           |
| -------------- | ------------------- | -------------- | ------------ | ------------ | ----------- | ----------- |
|                | Jean-Pierre Deleury | PS             | 3 967        | 44,29        | 4 677       | 59,17       |
|                | Stéphane Dacquet    | UDF            | 2 292        | 25,59        | 3 228       | 40,83       |
|                | Laurent Cordonnier  | Verts          | 1 087        | 12,14        |             |             |
|                | Elisabeth Dieu      | FN             | 1 025        | 11,44        |             |             |
|                | Edith Pruvost       | PCF            | 585          | 6,53         |             |             |
|                |                     |                |              |              |             |             |
| Inscrits       | Inscrits            | Inscrits       | 12 677       | 100,00       | 12 678      | 100,00      |
| Abstention     | Abstention          | Abstention     | 3 256        | 25,68        | 4 148       | 32,72       |
| Votants        | Votants             | Votants        | 9 421        | 74,32        | 8 530       | 67,28       |
| Blancs et nuls | Blancs et nuls      | Blancs et nuls | 465          | 4,94         | 625         | 7,33        |
| Exprimés       | Exprimés            | Exprimés       | 8 956        | 95,06        | 7 905       | 92,67       |

### Canton d'Arras-Ouest
| Candidats      | Candidats                        | Étiquette      | Premier tour | Premier tour | Second tour | Second tour |
| Candidats      | Candidats                        | Étiquette      | Voix         | %            | Voix        | %           |
| -------------- | -------------------------------- | -------------- | ------------ | ------------ | ----------- | ----------- |
|                | Michel Vastroux*                 | PS             | 3 718        | 37,46        | 4 209       | 46,78       |
|                | Marie-Thérèse Lenoir             | UDF            | 2 748        | 27,68        | 3 604       | 40,05       |
|                | François Porteu de La Morandière | FN             | 1 503        | 15,14        | 1 185       | 13,17       |
|                | Hélène Flautre                   | Verts          | 1 351        | 13,61        |             |             |
|                | Jean-Claude Danglot              | PCF            | 606          | 6,11         |             |             |
|                |                                  |                |              |              |             |             |
| Inscrits       | Inscrits                         | Inscrits       | 14 276       | 100,00       | 14 276      | 100,00      |
| Abstention     | Abstention                       | Abstention     | 3 739        | 26,19        | 4 641       | 32,51       |
| Votants        | Votants                          | Votants        | 10 537       | 73,81        | 9 635       | 67,49       |
| Blancs et nuls | Blancs et nuls                   | Blancs et nuls | 611          | 5,80         | 637         | 6,61        |
| Exprimés       | Exprimés                         | Exprimés       | 9 926        | 94,20        | 8 998       | 93,39       |

*sortant

### Canton d'Arras-Sud
| Candidats      | Candidats           | Étiquette      | Premier tour | Premier tour | Second tour | Second tour |
| Candidats      | Candidats           | Étiquette      | Voix         | %            | Voix        | %           |
| -------------- | ------------------- | -------------- | ------------ | ------------ | ----------- | ----------- |
|                | Jean-Louis Cottigny | PS             | 6 123        | 40,81        | 7 788       | 58,60       |
|                | Colette Vilette     | UDF            | 2 603        | 17,35        | 5 501       | 41,40       |
|                | Régis Lyoen         | Verts          | 1 751        | 11,67        |             |             |
|                | Henryk Krutin       | FN             | 1 529        | 10,19        |             |             |
|                | Lucien Capron       | PCF            | 1 278        | 8,52         |             |             |
|                | Pierre Auguste      | DVD            | 897          | 5,98         |             |             |
|                | Pierre Fort         | DVD            | 824          | 5,49         |             |             |
|                |                     |                |              |              |             |             |
| Inscrits       | Inscrits            | Inscrits       | 20 842       | 100,00       | 20 842      | 100,00      |
| Abstention     | Abstention          | Abstention     | 4 764        | 22,86        | 6 059       | 29,07       |
| Votants        | Votants             | Votants        | 16 078       | 77,14        | 14 783      | 70,93       |
| Blancs et nuls | Blancs et nuls      | Blancs et nuls | 1 073        | 6,67         | 1 494       | 10,11       |
| Exprimés       | Exprimés            | Exprimés       | 15 005       | 93,33        | 13 289      | 89,89       |

### Canton d'Audruicq
| Candidats      | Candidats           | Étiquette      | Premier tour | Premier tour |
| Candidats      | Candidats           | Étiquette      | Voix         | %            |
| -------------- | ------------------- | -------------- | ------------ | ------------ |
|                | Albert Doublet*     | RPR            | 6 723        | 60,89        |
|                | Daniel Vanmaele     | PS             | 1 675        | 15,17        |
|                | Eric Quiquet        | Verts          | 1 271        | 11,51        |
|                | Jean Godart         | FN             | 905          | 8,20         |
|                | Jean-Pierre Radouan | PCF            | 467          | 4,23         |
|                |                     |                |              |              |
| Inscrits       | Inscrits            | Inscrits       | 14 883       | 100,00       |
| Abstention     | Abstention          | Abstention     | 3 307        | 22,22        |
| Votants        | Votants             | Votants        | 11 576       | 77,78        |
| Blancs et nuls | Blancs et nuls      | Blancs et nuls | 535          | 4,62         |
| Exprimés       | Exprimés            | Exprimés       | 11 041       | 95,38        |

*sortant

### Canton d'Avesnes-le-Comte
| Candidats      | Candidats                 | Étiquette      | Premier tour | Premier tour | Second tour | Second tour |
| Candidats      | Candidats                 | Étiquette      | Voix         | %            | Voix        | %           |
| -------------- | ------------------------- | -------------- | ------------ | ------------ | ----------- | ----------- |
|                | Louis Petit*              | UDF            | 2 441        | 48,79        | 3 093       | 65,42       |
|                | Jean Picque               | PS             | 1 296        | 25,90        | 1 635       | 34,58       |
|                | Didier Robail             | DVD            | 486          | 9,71         |             |             |
|                | Véronique Murat de Chabot | FN             | 441          | 8,81         |             |             |
|                | Michel Feutry             | Verts          | 238          | 4,76         |             |             |
|                | François Kozimor          | PCF            | 97           | 1,94         |             |             |
|                | Lionel Kmieciak           | PS             | 4            | 0,08         |             |             |
|                |                           |                |              |              |             |             |
| Inscrits       | Inscrits                  | Inscrits       | 6 292        | 100,00       | 6 292       | 100,00      |
| Abstention     | Abstention                | Abstention     | 1 053        | 16,74        | 1 210       | 19,23       |
| Votants        | Votants                   | Votants        | 5 239        | 83,26        | 5 082       | 80,77       |
| Blancs et nuls | Blancs et nuls            | Blancs et nuls | 236          | 4,50         | 354         | 6,97        |
| Exprimés       | Exprimés                  | Exprimés       | 5 003        | 95,50        | 4 728       | 93,03       |

*sortant

### Canton d'Avion
| Candidats      | Candidats          | Étiquette      | Premier tour | Premier tour |
| Candidats      | Candidats          | Étiquette      | Voix         | %            |
| -------------- | ------------------ | -------------- | ------------ | ------------ |
|                | Léandre Letoquart* | PCF            | 5 584        | 55,14        |
|                | Bertrand Boisleux  | FN             | 1 175        | 11,60        |
|                | Geneviève Hameau   | PS             | 1 107        | 10,93        |
|                | Stephan Solarz     | UDF            | 902          | 8,91         |
|                | Jacquie Daguin     | GE             | 748          | 7,39         |
|                | Daniel Ludwikowski | Verts          | 611          | 6,03         |
|                |                    |                |              |              |
| Inscrits       | Inscrits           | Inscrits       | 15 080       | 100,00       |
| Abstention     | Abstention         | Abstention     | 4 517        | 29,95        |
| Votants        | Votants            | Votants        | 10 563       | 70,05        |
| Blancs et nuls | Blancs et nuls     | Blancs et nuls | 436          | 4,13         |
| Exprimés       | Exprimés           | Exprimés       | 10 127       | 95,87        |

*sortant

### Canton de Barlin
| Candidats      | Candidats         | Étiquette      | Premier tour | Premier tour | Second tour | Second tour |
| Candidats      | Candidats         | Étiquette      | Voix         | %            | Voix        | %           |
| -------------- | ----------------- | -------------- | ------------ | ------------ | ----------- | ----------- |
|                | Joseph Brabant*   | PS             | 4 122        | 46,57        | 4 988       | 65,25       |
|                | Jean Dagouneau    | UDF            | 1 408        | 15,91        | 2 656       | 34,75       |
|                | Anne-Marie Perka  | PCF            | 1 007        | 11,38        |             |             |
|                | Genevieve Poklepa | FN             | 831          | 9,39         |             |             |
|                | Philippe Rigaut   | GE             | 501          | 5,66         |             |             |
|                | Frédéric Carette  | Verts          | 498          | 5,63         |             |             |
|                | Jean Crinon       | DVD            | 484          | 5,47         |             |             |
|                |                   |                |              |              |             |             |
| Inscrits       | Inscrits          | Inscrits       | 12 739       | 100,00       | 12 739      | 100,00      |
| Abstention     | Abstention        | Abstention     | 3 363        | 26,40        | 4 359       | 34,22       |
| Votants        | Votants           | Votants        | 9 376        | 73,60        | 8 380       | 65,78       |
| Blancs et nuls | Blancs et nuls    | Blancs et nuls | 525          | 5,60         | 736         | 8,78        |
| Exprimés       | Exprimés          | Exprimés       | 8 851        | 94,40        | 7 644       | 91,22       |

*sortant

### Canton de Beaumetz-lès-Loges
| Candidats      | Candidats               | Étiquette      | Premier tour | Premier tour | Second tour | Second tour |
| Candidats      | Candidats               | Étiquette      | Voix         | %            | Voix        | %           |
| -------------- | ----------------------- | -------------- | ------------ | ------------ | ----------- | ----------- |
|                | Jean Weppe*             | RPR            | 2 409        | 34,61        | 3 542       | 54,23       |
|                | Aimé Bruneau            | PS             | 1 922        | 27,61        | 2 990       | 45,77       |
|                | André Framery           | DVD            | 1 266        | 18,19        | Retrait     | Retrait     |
|                | Thierry Verley          | Verts          | 594          | 8,53         |             |             |
|                | Pierre Level            | FN             | 531          | 7,63         |             |             |
|                | Jean-Jacques Guillemant | PCF            | 238          | 3,42         |             |             |
|                |                         |                |              |              |             |             |
| Inscrits       | Inscrits                | Inscrits       | 8 667        | 100,00       | 8 667       | 100,00      |
| Abstention     | Abstention              | Abstention     | 1 359        | 15,68        | 1 699       | 19,60       |
| Votants        | Votants                 | Votants        | 7 308        | 84,32        | 6 968       | 80,40       |
| Blancs et nuls | Blancs et nuls          | Blancs et nuls | 348          | 4,76         | 436         | 6,26        |
| Exprimés       | Exprimés                | Exprimés       | 6 960        | 95,24        | 6 532       | 93,74       |

*sortant

### Canton de Berck
| Candidats      | Candidats             | Étiquette      | Premier tour | Premier tour | Second tour | Second tour |
| Candidats      | Candidats             | Étiquette      | Voix         | %            | Voix        | %           |
| -------------- | --------------------- | -------------- | ------------ | ------------ | ----------- | ----------- |
|                | Jean-Marie Krajewski* | PS             | 4 959        | 42,74        | 6 299       | 60,33       |
|                | Thierry Agard         | DVD            | 2 398        | 20,67        | 4 135       | 39,60       |
|                | Francoise Elby Houet  | UDF            | 2 322        | 20,01        | 7           | 0,07        |
|                | Eric Iorio            | FN             | 748          | 6,45         |             |             |
|                | Janine Denduyver      | Verts          | 608          | 5,24         |             |             |
|                | Georges Baillet       | PCF            | 568          | 4,90         |             |             |
|                |                       |                |              |              |             |             |
| Inscrits       | Inscrits              | Inscrits       | 16 262       | 100,00       | 16 262      | 100,00      |
| Abstention     | Abstention            | Abstention     | 4 202        | 25,84        | 5 157       | 31,71       |
| Votants        | Votants               | Votants        | 12 060       | 74,16        | 11 105      | 68,29       |
| Blancs et nuls | Blancs et nuls        | Blancs et nuls | 457          | 3,79         | 664         | 5,98        |
| Exprimés       | Exprimés              | Exprimés       | 11 603       | 96,21        | 10 441      | 94,02       |

*sortant

### Canton de Béthune-Est
| Candidats      | Candidats           | Étiquette      | Premier tour | Premier tour | Second tour | Second tour |
| Candidats      | Candidats           | Étiquette      | Voix         | %            | Voix        | %           |
| -------------- | ------------------- | -------------- | ------------ | ------------ | ----------- | ----------- |
|                | Jean Vanrullen      | PS             | 3 264        | 33,79        | 4 608       | 53,27       |
|                | Jean-Claude Schmidt | RPR            | 2 482        | 25,69        | 4 042       | 46,73       |
|                | Richard Petit       | Verts          | 1 353        | 14,01        |             |             |
|                | Pierre Sergent      | FN             | 1 293        | 13,39        |             |             |
|                | Bertrand Pericaud   | PCF            | 905          | 9,37         |             |             |
|                | Jacques Kmieciak    | EXG            | 363          | 3,76         |             |             |
|                |                     |                |              |              |             |             |
| Inscrits       | Inscrits            | Inscrits       | 13 747       | 100,00       | 13 747      | 100,00      |
| Abstention     | Abstention          | Abstention     | 3 532        | 25,69        | 4 267       | 31,04       |
| Votants        | Votants             | Votants        | 10 215       | 74,31        | 9 480       | 68,96       |
| Blancs et nuls | Blancs et nuls      | Blancs et nuls | 555          | 5,43         | 830         | 8,76        |
| Exprimés       | Exprimés            | Exprimés       | 9 660        | 94,57        | 8 650       | 91,24       |

### Canton de Béthune-Nord
| Candidats      | Candidats             | Étiquette      | Premier tour | Premier tour | Second tour | Second tour |
| Candidats      | Candidats             | Étiquette      | Voix         | %            | Voix        | %           |
| -------------- | --------------------- | -------------- | ------------ | ------------ | ----------- | ----------- |
|                | Jacques Mellick*      | PS             | 4 274        | 38,79        | 5 297       | 52,81       |
|                | Jacques Pomart        | RPR            | 2 627        | 23,84        | 4 733       | 47,19       |
|                | Marie-France Deleflie | PS             | 1 325        | 12,02        |             |             |
|                | Jacques Delelis       | PCF            | 1 087        | 9,86         |             |             |
|                | Jean-Paul Ciselet     | FN             | 908          | 8,24         |             |             |
|                | Serge Pacheka         | Verts          | 770          | 6,99         |             |             |
|                | Jacques Kmieciak      | EXG            | 28           | 0,25         |             |             |
|                |                       |                |              |              |             |             |
| Inscrits       | Inscrits              | Inscrits       | 15 693       | 100,00       | 15 693      | 100,00      |
| Abstention     | Abstention            | Abstention     | 4 230        | 26,95        | 4 985       | 31,77       |
| Votants        | Votants               | Votants        | 11 463       | 73,05        | 10 708      | 68,23       |
| Blancs et nuls | Blancs et nuls        | Blancs et nuls | 444          | 3,87         | 678         | 6,33        |
| Exprimés       | Exprimés              | Exprimés       | 11 019       | 96,13        | 10 030      | 93,67       |

*sortant

### Canton de Béthune-Sud
| Candidats      | Candidats        | Étiquette      | Premier tour | Premier tour | Second tour | Second tour |
| Candidats      | Candidats        | Étiquette      | Voix         | %            | Voix        | %           |
| -------------- | ---------------- | -------------- | ------------ | ------------ | ----------- | ----------- |
|                | Bernard Seux*    | PS             | 4 302        | 41,75        | 5 623       | 62,87       |
|                | Dominique Josien | UDF            | 1 949        | 18,91        | 3 321       | 37,13       |
|                | Henri Tobo       | PCF            | 1 567        | 15,21        | Retrait     | Retrait     |
|                | Michel Hecquet   | Verts          | 1 218        | 11,82        |             |             |
|                | Claude Denneulin | FN             | 1 059        | 10,28        |             |             |
|                | Jacques Kmieciak | EXG            | 209          | 2,03         |             |             |
|                |                  |                |              |              |             |             |
| Inscrits       | Inscrits         | Inscrits       | 14 892       | 100,00       | 14 892      | 100,00      |
| Abstention     | Abstention       | Abstention     | 3 941        | 26,46        | 4 912       | 32,98       |
| Votants        | Votants          | Votants        | 10 951       | 73,54        | 9 980       | 67,02       |
| Blancs et nuls | Blancs et nuls   | Blancs et nuls | 647          | 5,91         | 1 036       | 10,38       |
| Exprimés       | Exprimés         | Exprimés       | 10 304       | 94,09        | 8 944       | 89,62       |

*sortant

### Canton de Boulogne-sur-Mer-Nord-Ouest
| Candidats      | Candidats             | Étiquette      | Premier tour | Premier tour |
| Candidats      | Candidats             | Étiquette      | Voix         | %            |
| -------------- | --------------------- | -------------- | ------------ | ------------ |
|                | Dominique Dupilet*    | PS             | 3 983        | 50,30        |
|                | Jean-Bernard Delattre | UDF            | 1 364        | 17,23        |
|                | Jacques Fourny        | FN             | 867          | 10,95        |
|                | Charles Fontaine      | PCF            | 671          | 8,47         |
|                | Hervé Gazengel        | PS             | 560          | 7,07         |
|                | Jean-Claude Balle     | Verts          | 473          | 5,97         |
|                |                       |                |              |              |
| Inscrits       | Inscrits              | Inscrits       | 13 089       | 100,00       |
| Abstention     | Abstention            | Abstention     | 4 883        | 37,31        |
| Votants        | Votants               | Votants        | 8 206        | 62,69        |
| Blancs et nuls | Blancs et nuls        | Blancs et nuls | 288          | 3,51         |
| Exprimés       | Exprimés              | Exprimés       | 7 918        | 96,49        |

*sortant

### Canton de Boulogne-sur-Mer-Sud
| Candidats      | Candidats           | Étiquette      | Premier tour | Premier tour | Second tour | Second tour |
| Candidats      | Candidats           | Étiquette      | Voix         | %            | Voix        | %           |
| -------------- | ------------------- | -------------- | ------------ | ------------ | ----------- | ----------- |
|                | Alain Oguer*        | PS             | 3 351        | 32,92        | 4 727       | 52,75       |
|                | Marie-Rose Mille    | RPR            | 1 792        | 17,60        | 4 234       | 47,25       |
|                | Annie Wable Fossard | DVD            | 1 721        | 16,91        | Retrait     | Retrait     |
|                | Jean Laplace        | PCF            | 1 011        | 9,93         |             |             |
|                | Edmond Geneau       | FN             | 961          | 9,44         |             |             |
|                | Bernard Caron       | Verts          | 900          | 8,84         |             |             |
|                | Albert Mac Kenna    | DVD            | 444          | 4,36         |             |             |
|                |                     |                |              |              |             |             |
| Inscrits       | Inscrits            | Inscrits       | 16 075       | 100,00       | 16 075      | 100,00      |
| Abstention     | Abstention          | Abstention     | 5 436        | 33,82        | 6 280       | 39,07       |
| Votants        | Votants             | Votants        | 10 639       | 66,18        | 9 795       | 60,93       |
| Blancs et nuls | Blancs et nuls      | Blancs et nuls | 459          | 4,31         | 834         | 8,51        |
| Exprimés       | Exprimés            | Exprimés       | 10 180       | 95,69        | 8 961       | 91,49       |

*sortant

### Canton de Bully-les-Mines
| Candidats      | Candidats        | Étiquette      | Premier tour | Premier tour | Second tour | Second tour |
| Candidats      | Candidats        | Étiquette      | Voix         | %            | Voix        | %           |
| -------------- | ---------------- | -------------- | ------------ | ------------ | ----------- | ----------- |
|                | Bernard Urbaniak | DVG            | 2 836        | 27,90        | 5 818       | 61,95       |
|                | Michel Vancaille | PS             | 2 783        | 27,38        | 3 574       | 38,05       |
|                | Gilles Gouillard | PCF            | 2 023        | 19,90        | Retrait     | Retrait     |
|                | Henri Bailleul   | Verts          | 928          | 9,13         |             |             |
|                | Cyr Lestienne    | RPR            | 801          | 7,88         |             |             |
|                | Roger Bisch      | FN             | 794          | 7,81         |             |             |
|                |                  |                |              |              |             |             |
| Inscrits       | Inscrits         | Inscrits       | 14 703       | 100,00       | 14 703      | 100,00      |
| Abstention     | Abstention       | Abstention     | 4 011        | 27,28        | 4 379       | 29,78       |
| Votants        | Votants          | Votants        | 10 692       | 72,72        | 10 324      | 70,22       |
| Blancs et nuls | Blancs et nuls   | Blancs et nuls | 527          | 4,93         | 932         | 9,03        |
| Exprimés       | Exprimés         | Exprimés       | 10 165       | 95,07        | 9 392       | 90,97       |

### Canton de Calais-Centre
| Candidats      | Candidats          | Étiquette      | Premier tour | Premier tour | Second tour | Second tour |
| Candidats      | Candidats          | Étiquette      | Voix         | %            | Voix        | %           |
| -------------- | ------------------ | -------------- | ------------ | ------------ | ----------- | ----------- |
|                | Christian Niemann  | UDF            | 3 503        | 31,56        | 6 037       | 63,79       |
|                | Christian Horville | PCF            | 1 784        | 16,07        | 3 427       | 36,21       |
|                | Daniel Laurent     | PS             | 1 460        | 13,15        |             |             |
|                | Eric Besson Imbert | FN             | 1 330        | 11,98        |             |             |
|                | Jean-Marc Ben      | Verts          | 1 309        | 11,79        |             |             |
|                | Maryvonne Derepper | DVD            | 1 028        | 9,26         |             |             |
|                | Alain Mascret      | PRG            | 687          | 6,19         |             |             |
|                |                    |                |              |              |             |             |
| Inscrits       | Inscrits           | Inscrits       | 19 028       | 100,00       | 19 028      | 100,00      |
| Abstention     | Abstention         | Abstention     | 7 215        | 37,92        | 8 411       | 44,20       |
| Votants        | Votants            | Votants        | 11 813       | 62,08        | 10 617      | 55,80       |
| Blancs et nuls | Blancs et nuls     | Blancs et nuls | 712          | 6,03         | 1 153       | 10,86       |
| Exprimés       | Exprimés           | Exprimés       | 11 101       | 93,97        | 9 464       | 89,14       |

### Canton de Calais-Est
| Candidats      | Candidats            | Étiquette      | Premier tour | Premier tour | Second tour | Second tour |
| Candidats      | Candidats            | Étiquette      | Voix         | %            | Voix        | %           |
| -------------- | -------------------- | -------------- | ------------ | ------------ | ----------- | ----------- |
|                | Jacques Gallet       | RPR            | 2 423        | 25,78        | 4 154       | 52,76       |
|                | Jean-Pierre Auchedé* | PCF            | 2 217        | 23,59        | 3 720       | 47,24       |
|                | Yves Cauchet         | PS             | 1 998        | 21,26        | Retrait     | Retrait     |
|                | Michel Pochet        | FN             | 1 041        | 11,07        |             |             |
|                | Marc Pelabon         | Verts          | 899          | 9,56         |             |             |
|                | Hervé Coissieux      | GE             | 822          | 8,74         |             |             |
|                |                      |                |              |              |             |             |
| Inscrits       | Inscrits             | Inscrits       | 15 498       | 100,00       | 15 498      | 100,00      |
| Abstention     | Abstention           | Abstention     | 5 449        | 35,16        | 6 642       | 42,86       |
| Votants        | Votants              | Votants        | 10 049       | 64,84        | 8 856       | 57,14       |
| Blancs et nuls | Blancs et nuls       | Blancs et nuls | 649          | 6,46         | 982         | 11,09       |
| Exprimés       | Exprimés             | Exprimés       | 9 400        | 93,54        | 7 874       | 88,91       |

*sortant

### Canton de Calais-Nord-Ouest
| Candidats      | Candidats            | Étiquette      | Premier tour | Premier tour | Second tour | Second tour |
| Candidats      | Candidats            | Étiquette      | Voix         | %            | Voix        | %           |
| -------------- | -------------------- | -------------- | ------------ | ------------ | ----------- | ----------- |
|                | René Lapotre         | RPR            | 2 946        | 26,88        | 5 412       | 57,02       |
|                | Michel Sajot         | PCF            | 1 902        | 17,36        | 4 079       | 42,98       |
|                | Maurice Fleuet       | PS             | 1 884        | 17,19        | Retrait     | Retrait     |
|                | Bernard Fleuet       | DVD            | 1 301        | 11,87        |             |             |
|                | Gisele Besson Imbert | FN             | 1 200        | 10,95        |             |             |
|                | Francis Gest         | Verts          | 887          | 8,09         |             |             |
|                | Michel Hamy          | GE             | 839          | 7,66         |             |             |
|                |                      |                |              |              |             |             |
| Inscrits       | Inscrits             | Inscrits       | 17 839       | 100,00       | 17 838      | 100,00      |
| Abstention     | Abstention           | Abstention     | 6 272        | 35,16        | 7 216       | 40,45       |
| Votants        | Votants              | Votants        | 11 567       | 64,84        | 10 622      | 59,55       |
| Blancs et nuls | Blancs et nuls       | Blancs et nuls | 608          | 5,26         | 1 131       | 10,65       |
| Exprimés       | Exprimés             | Exprimés       | 10 959       | 94,74        | 9 491       | 89,35       |

### Canton de Calais-Sud-Est
| Candidats      | Candidats               | Étiquette      | Premier tour | Premier tour | Second tour | Second tour |
| Candidats      | Candidats               | Étiquette      | Voix         | %            | Voix        | %           |
| -------------- | ----------------------- | -------------- | ------------ | ------------ | ----------- | ----------- |
|                | Roland Penin*           | PCF            | 2 239        | 28,17        | 3 801       | 56,57       |
|                | Charles Francois        | PS             | 2 094        | 26,35        | Retrait     | Retrait     |
|                | Jean-Claude Beauvillain | UDF            | 1 501        | 18,89        | 2 918       | 43,43       |
|                | Jean-Luc Carton         | Verts          | 1 173        | 14,76        |             |             |
|                | Catherine Lornier       | FN             | 941          | 11,84        |             |             |
|                |                         |                |              |              |             |             |
| Inscrits       | Inscrits                | Inscrits       | 14 423       | 100,00       | 14 423      | 100,00      |
| Abstention     | Abstention              | Abstention     | 5 987        | 41,51        | 6 901       | 47,85       |
| Votants        | Votants                 | Votants        | 8 436        | 58,49        | 7 522       | 52,15       |
| Blancs et nuls | Blancs et nuls          | Blancs et nuls | 488          | 5,78         | 803         | 10,68       |
| Exprimés       | Exprimés                | Exprimés       | 7 948        | 94,22        | 6 719       | 89,32       |

*sortant

### Canton de Cambrin
| Candidats      | Candidats        | Étiquette      | Premier tour | Premier tour | Second tour | Second tour |
| Candidats      | Candidats        | Étiquette      | Voix         | %            | Voix        | %           |
| -------------- | ---------------- | -------------- | ------------ | ------------ | ----------- | ----------- |
|                | Jean-Marc Dealet | PCF            | 2 852        | 29,90        | 4 110       | 51,56       |
|                | Léon Copin       | PS             | 2 608        | 27,35        | Retrait     | Retrait     |
|                | Alain Huchette   | RPR            | 2 164        | 22,69        | 3 861       | 48,44       |
|                | Philippe Cossart | FN             | 971          | 10,18        |             |             |
|                | Alain Dubois     | Verts          | 942          | 9,88         |             |             |
|                |                  |                |              |              |             |             |
| Inscrits       | Inscrits         | Inscrits       | 12 777       | 100,00       | 12 777      | 100,00      |
| Abstention     | Abstention       | Abstention     | 2 685        | 21,01        | 3 777       | 29,56       |
| Votants        | Votants          | Votants        | 10 092       | 78,99        | 9 000       | 70,44       |
| Blancs et nuls | Blancs et nuls   | Blancs et nuls | 555          | 5,50         | 1 029       | 11,43       |
| Exprimés       | Exprimés         | Exprimés       | 9 537        | 94,50        | 7 971       | 88,57       |

### Canton de Campagne-lès-Hesdin
| Candidats      | Candidats           | Étiquette      | Premier tour | Premier tour | Second tour | Second tour |
| Candidats      | Candidats           | Étiquette      | Voix         | %            | Voix        | %           |
| -------------- | ------------------- | -------------- | ------------ | ------------ | ----------- | ----------- |
|                | Christian Tuaillon* | DVD            | 2 779        | 44,73        | 3 420       | 53,56       |
|                | Gérard Lejosne      | PS             | 2 261        | 36,39        | 2 965       | 46,44       |
|                | Robert Petit        | PCF            | 375          | 6,04         |             |             |
|                | Francis Petit       | FN             | 331          | 5,33         |             |             |
|                | Bernard Lebas       | Verts          | 306          | 4,93         |             |             |
|                | Jean Crinon         | DVD            | 161          | 2,59         |             |             |
| Inscrits       | Inscrits            | Inscrits       | 7 721        | 100,00       | 7 721       | 100,00      |
| Abstention     | Abstention          | Abstention     | 1 138        | 14,74        | 1 038       | 13,44       |
| Votants        | Votants             | Votants        | 6 583        | 85,26        | 6 683       | 86,56       |
| Blancs et nuls | Blancs et nuls      | Blancs et nuls | 370          | 5,62         | 298         | 4,46        |
| Exprimés       | Exprimés            | Exprimés       | 6 213        | 94,38        | 6 385       | 95,54       |

*sortant

### Canton de Carvin
| Candidats      | Candidats            | Étiquette      | Premier tour | Premier tour | Second tour | Second tour |
| Candidats      | Candidats            | Étiquette      | Voix         | %            | Voix        | %           |
| -------------- | -------------------- | -------------- | ------------ | ------------ | ----------- | ----------- |
|                | Odette Dauchet*      | PCF            | 4 355        | 39,58        | 5 429       | 52,77       |
|                | Michel Leleu         | RPR            | 1 893        | 17,20        | 3 091       | 30,04       |
|                | André Delevallet     | FN             | 1 660        | 15,09        | 1 769       | 17,19       |
|                | Jean-Claude Mortreux | PS             | 1 449        | 13,17        |             |             |
|                | Jean-Michel Dupuis   | Verts          | 686          | 6,23         |             |             |
|                | Gilles Pennequin     | GE             | 673          | 6,12         |             |             |
|                | Michel Breem         | PS             | 287          | 2,61         |             |             |
| Inscrits       | Inscrits             | Inscrits       | 16 400       | 100,00       | 16 400      | 100,00      |
| Abstention     | Abstention           | Abstention     | 4 898        | 29,87        | 5 514       | 33,62       |
| Votants        | Votants              | Votants        | 11 502       | 70,13        | 10 886      | 66,38       |
| Blancs et nuls | Blancs et nuls       | Blancs et nuls | 499          | 4,34         | 597         | 5,48        |
| Exprimés       | Exprimés             | Exprimés       | 11 003       | 95,66        | 10 289      | 94,52       |

*sortant

### Canton de Dainville
| Candidats      | Candidats            | Étiquette      | Premier tour | Premier tour | Second tour | Second tour |
| Candidats      | Candidats            | Étiquette      | Voix         | %            | Voix        | %           |
| -------------- | -------------------- | -------------- | ------------ | ------------ | ----------- | ----------- |
|                | Jean-Marie Truffier* | UDF            | 3 658        | 36,77        | 4 882       | 51,35       |
|                | Bernard Quandalle    | PS             | 3 945        | 39,66        | 4 626       | 48,65       |
|                | Francis Macron       | FN             | 1 011        | 10,16        |             |             |
|                | Marie-Renée Richard  | Verts          | 947          | 9,52         |             |             |
|                | Michel Boussemart    | PCF            | 387          | 3,89         |             |             |
| Inscrits       | Inscrits             | Inscrits       | 12 892       | 100,00       | 12 893      | 100,00      |
| Abstention     | Abstention           | Abstention     | 2 507        | 19,45        | 2 871       | 22,27       |
| Votants        | Votants              | Votants        | 10 385       | 80,55        | 10 022      | 77,73       |
| Blancs et nuls | Blancs et nuls       | Blancs et nuls | 437          | 4,21         | 514         | 5,13        |
| Exprimés       | Exprimés             | Exprimés       | 9 948        | 95,79        | 9 508       | 94,87       |

*sortant

### Canton de Desvres
| Candidats      | Candidats           | Étiquette      | Premier tour | Premier tour | Second tour | Second tour |
| Candidats      | Candidats           | Étiquette      | Voix         | %            | Voix        | %           |
| -------------- | ------------------- | -------------- | ------------ | ------------ | ----------- | ----------- |
|                | Brigitte de Prémont | RPR            | 3 463        | 43,64        | 4 417       | 55,93       |
|                | Michel Sergent*     | PS             | 2 451        | 30,89        | 3 480       | 44,07       |
|                | Alain Libert        | PCF            | 961          | 12,11        |             |             |
|                | Pierre Geneau       | Verts          | 614          | 7,74         |             |             |
|                | Christian David     | FN             | 446          | 5,62         |             |             |
| Inscrits       | Inscrits            | Inscrits       | 9 946        | 100,00       | 9 946       | 100,00      |
| Abstention     | Abstention          | Abstention     | 1 550        | 15,58        | 1 500       | 15,08       |
| Votants        | Votants             | Votants        | 8 396        | 84,42        | 8 446       | 84,92       |
| Blancs et nuls | Blancs et nuls      | Blancs et nuls | 461          | 5,49         | 549         | 6,50        |
| Exprimés       | Exprimés            | Exprimés       | 7 935        | 94,51        | 7 897       | 93,50       |

*sortant

### Canton de Divion
| Candidats      | Candidats           | Étiquette      | Premier tour | Premier tour | Second tour | Second tour |
| Candidats      | Candidats           | Étiquette      | Voix         | %            | Voix        | %           |
| -------------- | ------------------- | -------------- | ------------ | ------------ | ----------- | ----------- |
|                | André Delcourt      | PCF            | 4 570        | 44,54        | 5 612       | 61,83       |
|                | Bernard Bourdelle   | RPR            | 1 814        | 17,68        | 3 465       | 38,17       |
|                | Pierre Magnuszewski | PS             | 1 814        | 17,68        | Retrait     | Retrait     |
|                | Patrick Bailleul    | FN             | 811          | 7,90         |             |             |
|                | Jean Pasqualini     | Verts          | 753          | 7,34         |             |             |
|                | Jean Crinon         | DVD            | 498          | 4,85         |             |             |
| Inscrits       | Inscrits            | Inscrits       | 14 953       | 100,00       | 14 953      | 100,00      |
| Abstention     | Abstention          | Abstention     | 4 055        | 27,12        | 5 061       | 33,85       |
| Votants        | Votants             | Votants        | 10 898       | 72,88        | 9 892       | 66,15       |
| Blancs et nuls | Blancs et nuls      | Blancs et nuls | 638          | 5,85         | 815         | 8,24        |
| Exprimés       | Exprimés            | Exprimés       | 10 260       | 94,15        | 9 077       | 91,76       |

### Canton de Douvrin
| Candidats      | Candidats         | Étiquette      | Premier tour | Premier tour | Second tour | Second tour |
| Candidats      | Candidats         | Étiquette      | Voix         | %            | Voix        | %           |
| -------------- | ----------------- | -------------- | ------------ | ------------ | ----------- | ----------- |
|                | Rémy Auchedé      | PCF            | 2 829        | 31,00        | 4 244       | 52,40       |
|                | Ovide Dancoisne   | PS             | 2 678        | 29,34        | Retrait     | Retrait     |
|                | Joseph Pasquier   | Verts          | 1 408        | 15,43        | 2 032       | 25,09       |
|                | Jean-Luc Cattoire | RPR            | 1 305        | 14,30        | 1 824       | 22,52       |
|                | Dominik Krutin    | FN             | 907          | 9,94         |             |             |
| Inscrits       | Inscrits          | Inscrits       | 12 499       | 100,00       | 12 499      | 100,00      |
| Abstention     | Abstention        | Abstention     | 2 747        | 21,98        | 3 680       | 29,44       |
| Votants        | Votants           | Votants        | 9 752        | 78,02        | 8 819       | 70,56       |
| Blancs et nuls | Blancs et nuls    | Blancs et nuls | 625          | 6,41         | 719         | 8,15        |
| Exprimés       | Exprimés          | Exprimés       | 9 127        | 93,59        | 8 100       | 91,85       |

### Canton d'Étaples
| Candidats      | Candidats        | Étiquette      | Premier tour | Premier tour |
| Candidats      | Candidats        | Étiquette      | Voix         | %            |
| -------------- | ---------------- | -------------- | ------------ | ------------ |
|                | Lucile Bigot*    | UDF            | 4 780        | 50,71        |
|                | Marcel Guerville | PS             | 2 419        | 25,66        |
|                | Francis Leroy    | FN             | 856          | 9,08         |
|                | Robert Megret    | PCF            | 754          | 8,00         |
|                | Stéphane Roussel | Verts          | 618          | 6,56         |
| Inscrits       | Inscrits         | Inscrits       | 13 344       | 100,00       |
| Abstention     | Abstention       | Abstention     | 3 437        | 25,76        |
| Votants        | Votants          | Votants        | 9 907        | 74,24        |
| Blancs et nuls | Blancs et nuls   | Blancs et nuls | 480          | 4,85         |
| Exprimés       | Exprimés         | Exprimés       | 9 427        | 95,15        |

*sortant

### Canton de Fauquembergues
| Candidats      | Candidats                 | Étiquette      | Premier tour | Premier tour | Second tour | Second tour |
| Candidats      | Candidats                 | Étiquette      | Voix         | %            | Voix        | %           |
| -------------- | ------------------------- | -------------- | ------------ | ------------ | ----------- | ----------- |
|                | Michel Caron              | UDF            | 2 643        | 49,83        | 3 171       | 60,41       |
|                | Joël Duquenoy             | PS             | 1 852        | 34,92        | 2 078       | 39,59       |
|                | Stéphane Ribreux          | Verts          | 332          | 6,26         |             |             |
|                | César Roussel             | FN             | 324          | 6,11         |             |             |
|                | Brigitte Jacquet Campagne | PCF            | 153          | 2,88         |             |             |
| Inscrits       | Inscrits                  | Inscrits       | 6 536        | 100,00       | 6 534       | 100,00      |
| Abstention     | Abstention                | Abstention     | 851          | 13,02        | 997         | 15,26       |
| Votants        | Votants                   | Votants        | 5 685        | 86,98        | 5 537       | 84,74       |
| Blancs et nuls | Blancs et nuls            | Blancs et nuls | 381          | 6,70         | 288         | 5,20        |
| Exprimés       | Exprimés                  | Exprimés       | 5 304        | 93,30        | 5 249       | 94,80       |

### Canton de Hénin-Beaumont
| Candidats      | Candidats         | Étiquette      | Premier tour | Premier tour | Second tour | Second tour |
| Candidats      | Candidats         | Étiquette      | Voix         | %            | Voix        | %           |
| -------------- | ----------------- | -------------- | ------------ | ------------ | ----------- | ----------- |
|                | Jean Urbaniak     | DVG            | 4 019        | 39,16        | 6 679       | 72,82       |
|                | Claude Chopin     | PS             | 2 132        | 20,78        | 2 493       | 27,18       |
|                | Gérard Willot     | PCF            | 1 253        | 12,21        |             |             |
|                | Eugène Podvin     | FN             | 1 134        | 11,05        |             |             |
|                | Paul-André Crepin | Verts          | 926          | 9,02         |             |             |
|                | Gérard Pignet     | RPR            | 798          | 7,78         |             |             |
| Inscrits       | Inscrits          | Inscrits       | 14 553       | 100,00       | 14 553      | 100,00      |
| Abstention     | Abstention        | Abstention     | 3 808        | 26,17        | 4 737       | 32,55       |
| Votants        | Votants           | Votants        | 10 745       | 73,83        | 9 816       | 67,45       |
| Blancs et nuls | Blancs et nuls    | Blancs et nuls | 483          | 4,50         | 644         | 6,56        |
| Exprimés       | Exprimés          | Exprimés       | 10 262       | 95,50        | 9 172       | 93,44       |

### Canton de Houdain
| Candidats      | Candidats       | Étiquette      | Premier tour | Premier tour | Second tour | Second tour |
| Candidats      | Candidats       | Étiquette      | Voix         | %            | Voix        | %           |
| -------------- | --------------- | -------------- | ------------ | ------------ | ----------- | ----------- |
|                | Marcel Wacheux  | PS             | 4 265        | 40,50        | 5 496       | 59,84       |
|                | Daniel Mouton   | RPR            | 2 176        | 20,66        | 3 689       | 40,16       |
|                | Daniel Dewalle  | PCF            | 1 849        | 17,56        | Retrait     | Retrait     |
|                | Albert Cantin   | FN             | 886          | 8,41         |             |             |
|                | Richard Guffroy | Verts          | 808          | 7,67         |             |             |
|                | Jean Crinon     | DVD            | 547          | 5,19         |             |             |
| Inscrits       | Inscrits        | Inscrits       | 14 901       | 100,00       | 14 897      | 100,00      |
| Abstention     | Abstention      | Abstention     | 3 816        | 25,61        | 4 889       | 32,82       |
| Votants        | Votants         | Votants        | 11 085       | 74,39        | 10 008      | 67,18       |
| Blancs et nuls | Blancs et nuls  | Blancs et nuls | 554          | 5,00         | 823         | 8,22        |
| Exprimés       | Exprimés        | Exprimés       | 10 531       | 95,00        | 9 185       | 91,78       |

### Canton de Lens-Nord-Est
| Candidats      | Candidats            | Étiquette      | Premier tour | Premier tour | Second tour | Second tour |
| Candidats      | Candidats            | Étiquette      | Voix         | %            | Voix        | %           |
| -------------- | -------------------- | -------------- | ------------ | ------------ | ----------- | ----------- |
|                | Jean-Claude Bois*    | PS             | 4 550        | 43,07        | 5 530       | 100,00      |
|                | Etienne Jennequin    | PCF            | 1 865        | 17,66        | Retrait     | Retrait     |
|                | Freddy Baudrin       | FN             | 1 456        | 13,78        |             |             |
|                | Maurice Keuroglanian | RPR            | 1 274        | 12,06        |             |             |
|                | Maryse Lebrun        | GE             | 840          | 7,95         |             |             |
|                | Romuald Caristan     | Verts          | 578          | 5,47         |             |             |
| Inscrits       | Inscrits             | Inscrits       | 15 921       | 100,00       | 15 921      | 100,00      |
| Abstention     | Abstention           | Abstention     | 4 803        | 30,17        | 8 148       | 51,18       |
| Votants        | Votants              | Votants        | 11 118       | 69,83        | 7 773       | 48,82       |
| Blancs et nuls | Blancs et nuls       | Blancs et nuls | 555          | 4,99         | 2 243       | 28,86       |
| Exprimés       | Exprimés             | Exprimés       | 10 563       | 95,01        | 5 530       | 71,14       |

*sortant

### Canton de Liévin-Sud
| Candidats      | Candidats              | Étiquette      | Premier tour | Premier tour | Second tour | Second tour |
| Candidats      | Candidats              | Étiquette      | Voix         | %            | Voix        | %           |
| -------------- | ---------------------- | -------------- | ------------ | ------------ | ----------- | ----------- |
|                | Danielle Darras*       | PS             | 5 886        | 47,60        | 6 838       | 100,00      |
|                | Maryse Coupin          | PCF            | 2 147        | 17,36        | Retrait     | Retrait     |
|                | André Coquet           | FN             | 1 527        | 12,35        |             |             |
|                | Blanche Castelain      | Verts          | 1 464        | 11,84        |             |             |
|                | Jean-Louis Devillepoix | UDF            | 1 342        | 10,85        |             |             |
| Inscrits       | Inscrits               | Inscrits       | 18 191       | 100,00       | 18 191      | 100,00      |
| Abstention     | Abstention             | Abstention     | 5 194        | 28,55        | 8 417       | 46,27       |
| Votants        | Votants                | Votants        | 12 997       | 71,45        | 9 774       | 53,73       |
| Blancs et nuls | Blancs et nuls         | Blancs et nuls | 631          | 4,85         | 2 936       | 30,04       |
| Exprimés       | Exprimés               | Exprimés       | 12 366       | 95,15        | 6 838       | 69,96       |

*sortant

### Canton de Lillers
| Candidats      | Candidats        | Étiquette      | Premier tour | Premier tour | Second tour | Second tour |
| Candidats      | Candidats        | Étiquette      | Voix         | %            | Voix        | %           |
| -------------- | ---------------- | -------------- | ------------ | ------------ | ----------- | ----------- |
|                | André Flajolet*  | RPR            | 4 852        | 39,16        | 7 180       | 63,48       |
|                | Claude Galametz  | PS             | 2 962        | 23,91        | 4 131       | 36,52       |
|                | Lucien Andries   | PCF            | 2 665        | 21,51        | Retrait     | Retrait     |
|                | Jean-Paul Depret | FN             | 807          | 6,51         |             |             |
|                | Annick Judas     | Verts          | 677          | 5,46         |             |             |
|                | Jean Crinon      | DVD            | 347          | 2,80         |             |             |
|                | Jacques Kmieciak | EXG            | 79           | 0,64         |             |             |
| Inscrits       | Inscrits         | Inscrits       | 15 758       | 100,00       | 15 757      | 100,00      |
| Abstention     | Abstention       | Abstention     | 2 834        | 17,98        | 3 360       | 21,32       |
| Votants        | Votants          | Votants        | 12 924       | 82,02        | 12 397      | 78,68       |
| Blancs et nuls | Blancs et nuls   | Blancs et nuls | 535          | 4,14         | 1 086       | 8,76        |
| Exprimés       | Exprimés         | Exprimés       | 12 389       | 95,86        | 11 311      | 91,24       |

*sortant

### Canton de Montigny-en-Gohelle
| Candidats      | Candidats             | Étiquette      | Premier tour | Premier tour | Second tour | Second tour |
| Candidats      | Candidats             | Étiquette      | Voix         | %            | Voix        | %           |
| -------------- | --------------------- | -------------- | ------------ | ------------ | ----------- | ----------- |
|                | Jean-Marie Picque     | PS             | 3 954        | 41,61        | 4 934       | 63,18       |
|                | Jean-Bernard Deshayes | PCF            | 1 617        | 17,02        | Retrait     | Retrait     |
|                | Louis Thellier        | UDF            | 1 576        | 16,59        | 2 876       | 36,82       |
|                | Raymond Demailly      | FN             | 1 307        | 13,75        |             |             |
|                | Jean Dey              | Verts          | 1 048        | 11,03        |             |             |
| Inscrits       | Inscrits              | Inscrits       | 14 060       | 100,00       | 14 060      | 100,00      |
| Abstention     | Abstention            | Abstention     | 3 997        | 28,43        | 5 255       | 37,38       |
| Votants        | Votants               | Votants        | 10 063       | 71,57        | 8 805       | 62,62       |
| Blancs et nuls | Blancs et nuls        | Blancs et nuls | 561          | 5,57         | 995         | 11,30       |
| Exprimés       | Exprimés              | Exprimés       | 9 502        | 94,43        | 7 810       | 88,70       |

### Canton de Montreuil
| Candidats      | Candidats               | Étiquette      | Premier tour | Premier tour | Second tour | Second tour |
| Candidats      | Candidats               | Étiquette      | Voix         | %            | Voix        | %           |
| -------------- | ----------------------- | -------------- | ------------ | ------------ | ----------- | ----------- |
|                | Bernard Pion            | RPR            | 3 790        | 32,95        | 4 753       | 44,44       |
|                | Walter Kahn             | DVD            | 2 483        | 21,59        | 3 568       | 33,36       |
|                | Alain Devynck           | PS             | 1 774        | 15,42        | 2 374       | 22,20       |
|                | Pierre Boulanger        | FN             | 1 062        | 9,23         |             |             |
|                | André Ringart           | PS             | 1 012        | 8,80         |             |             |
|                | Bernard Oudart          | GE             | 542          | 4,71         |             |             |
|                | Marie-Christine Blandin | Verts          | 454          | 3,95         |             |             |
|                | Josette Samson          | PCF            | 385          | 3,35         |             |             |
| Inscrits       | Inscrits                | Inscrits       | 16 354       | 100,00       | 16 351      | 100,00      |
| Abstention     | Abstention              | Abstention     | 4 307        | 26,34        | 5 252       | 32,12       |
| Votants        | Votants                 | Votants        | 12 047       | 73,66        | 11 099      | 67,88       |
| Blancs et nuls | Blancs et nuls          | Blancs et nuls | 545          | 4,52         | 404         | 3,64        |
| Exprimés       | Exprimés                | Exprimés       | 11 502       | 95,48        | 10 695      | 96,36       |

### Canton de Noyelles-sous-Lens
| Candidats      | Candidats         | Étiquette      | Premier tour | Premier tour | Second tour | Second tour |
| Candidats      | Candidats         | Étiquette      | Voix         | %            | Voix        | %           |
| -------------- | ----------------- | -------------- | ------------ | ------------ | ----------- | ----------- |
|                | Otello Troni      | PCF            | 3 664        | 33,77        | 5 430       | 60,47       |
|                | Michel Bouchez    | PS             | 3 081        | 28,40        | Retrait     | Retrait     |
|                | Maurice Chevalier | RPR            | 2 042        | 18,82        | 3 549       | 39,53       |
|                | Jacques Duval     | FN             | 1 136        | 10,47        |             |             |
|                | Régis Libessart   | Verts          | 927          | 8,54         |             |             |
| Inscrits       | Inscrits          | Inscrits       | 15 346       | 100,00       | 15 345      | 100,00      |
| Abstention     | Abstention        | Abstention     | 4 037        | 2631         | 5 405       | 35,22       |
| Votants        | Votants           | Votants        | 11 309       | 73,69        | 9 940       | 64,78       |
| Blancs et nuls | Blancs et nuls    | Blancs et nuls | 459          | 4,06         | 961         | 9,67        |
| Exprimés       | Exprimés          | Exprimés       | 10 850       | 95,94        | 8 979       | 90,33       |

### Canton du Parcq
| Candidats      | Candidats        | Étiquette      | Premier tour | Premier tour |
| Candidats      | Candidats        | Étiquette      | Voix         | %            |
| -------------- | ---------------- | -------------- | ------------ | ------------ |
|                | Joseph Morgant*  | UDF            | 2 425        | 52,63        |
|                | Louis Magere     | PS             | 1 312        | 28,47        |
|                | Philippe Dome    | Verts          | 252          | 5,47         |
|                | Jacques Ledoux   | PCF            | 208          | 4,51         |
|                | Robert Ramousset | FN             | 252          | 5,47         |
|                | Bernard Martin   | PS             | 159          | 3,45         |
|                |                  |                |              |              |
| Inscrits       | Inscrits         | Inscrits       | 5 891        | 100,00       |
| Abstention     | Abstention       | Abstention     | 1 036        | 17,59        |
| Votants        | Votants          | Votants        | 4 855        | 82,41        |
| Blancs et nuls | Blancs et nuls   | Blancs et nuls | 247          | 5,09         |
| Exprimés       | Exprimés         | Exprimés       | 4 608        | 94,91        |

*sortant

### Canton du Portel
| Candidats      | Candidats       | Étiquette      | Premier tour | Premier tour | Second tour | Second tour |
| Candidats      | Candidats       | Étiquette      | Voix         | %            | Voix        | %           |
| -------------- | --------------- | -------------- | ------------ | ------------ | ----------- | ----------- |
|                | Paul Barbarin   | PS             | 2 397        | 28,90        | 3 415       | 45,61       |
|                | Jean Muselet    | DVD            | 1 811        | 21,83        | 4 072       | 54,39       |
|                | Michel Deram    | RPR            | 1 302        | 15,70        |             |             |
|                | Florent Lepercq | PCF            | 1 099        | 13,25        |             |             |
|                | Guy Molliens    | FN             | 875          | 10,55        |             |             |
|                | Daniel Thelier  | Verts          | 677          | 8,16         |             |             |
|                | Armand Geysen   | PS             | 134          | 1,62         |             |             |
|                |                 |                |              |              |             |             |
| Inscrits       | Inscrits        | Inscrits       | 13 153       | 100,00       | 13 153      | 100,00      |
| Abstention     | Abstention      | Abstention     | 4 461        | 33,92        | 5 146       | 39,12       |
| Votants        | Votants         | Votants        | 8 692        | 66,08        | 8 007       | 60,88       |
| Blancs et nuls | Blancs et nuls  | Blancs et nuls | 397          | 4,57         | 520         | 6,49        |
| Exprimés       | Exprimés        | Exprimés       | 8 295        | 95,43        | 7 487       | 93,51       |

### Canton de Rouvroy
| Candidats      | Candidats         | Étiquette      | Premier tour | Premier tour |
| Candidats      | Candidats         | Étiquette      | Voix         | %            |
| -------------- | ----------------- | -------------- | ------------ | ------------ |
|                | Yves Coquelle*    | PCF            | 6 016        | 60,64        |
|                | Daniel Sauty      | UDF            | 1 175        | 11,84        |
|                | Clotilde Aillaud  | FN             | 1 105        | 11,14        |
|                | Patrick Hochard   | PS             | 822          | 8,29         |
|                | Philippe Degroeve | Verts          | 803          | 8,09         |
|                |                   |                |              |              |
| Inscrits       | Inscrits          | Inscrits       | 13 778       | 100,00       |
| Abstention     | Abstention        | Abstention     | 3 527        | 25,60        |
| Votants        | Votants           | Votants        | 10 251       | 74,40        |
| Blancs et nuls | Blancs et nuls    | Blancs et nuls | 330          | 3,22         |
| Exprimés       | Exprimés          | Exprimés       | 9 921        | 96,78        |

*sortant

### Canton de Saint-Pol-sur-Ternoise
| Candidats      | Candidats             | Étiquette      | Premier tour | Premier tour | Second tour | Second tour |
| Candidats      | Candidats             | Étiquette      | Voix         | %            | Voix        | %           |
| -------------- | --------------------- | -------------- | ------------ | ------------ | ----------- | ----------- |
|                | Georges Debret        | UDF            | 3 523        | 42,92        | 4 568       | 60,25       |
|                | Maurice Louf          | PS             | 2 049        | 24,96        | 3 014       | 39,75       |
|                | Luc Jouret            | PCF            | 923          | 11,24        |             |             |
|                | Micheline Boudringhin | FN             | 904          | 11,01        |             |             |
|                | Robert Denduyver      | Verts          | 810          | 9,87         |             |             |
|                |                       |                |              |              |             |             |
| Inscrits       | Inscrits              | Inscrits       | 10 767       | 100,00       | 10 767      | 100,00      |
| Abstention     | Abstention            | Abstention     | 1 992        | 18,50        | 2 439       | 22,65       |
| Votants        | Votants               | Votants        | 8 775        | 81,50        | 8 328       | 77,35       |
| Blancs et nuls | Blancs et nuls        | Blancs et nuls | 566          | 6,45         | 746         | 8,96        |
| Exprimés       | Exprimés              | Exprimés       | 8 209        | 93,55        | 7 582       | 91,04       |

### Canton de Vimy
| Candidats      | Candidats                   | Étiquette      | Premier tour | Premier tour | Second tour | Second tour |
| Candidats      | Candidats                   | Étiquette      | Voix         | %            | Voix        | %           |
| -------------- | --------------------------- | -------------- | ------------ | ------------ | ----------- | ----------- |
|                | Lionel Lancry               | UDF            | 2 926        | 25,85        | 5 532       | 52,86       |
|                | André Delehedde*            | PS             | 3 372        | 29,79        | 4 933       | 47,14       |
|                | Yves-Marie Lherbier         | FN             | 1 328        | 11,73        |             |             |
|                | Alain Bailleul              | GE             | 927          | 8,19         |             |             |
|                | Catherine Slowick           | Verts          | 960          | 8,48         |             |             |
|                | Pierre Fourmaux             | DVD            | 916          | 8,09         |             |             |
|                | Danièle Allassonniere Carin | PCF            | 891          | 7,87         |             |             |
|                |                             |                |              |              |             |             |
| Inscrits       | Inscrits                    | Inscrits       | 15 088       | 100,00       | 15 088      | 100,00      |
| Abstention     | Abstention                  | Abstention     | 3 063        | 20,30        | 3 690       | 24,46       |
| Votants        | Votants                     | Votants        | 12 025       | 79,70        | 11 398      | 75,54       |
| Blancs et nuls | Blancs et nuls              | Blancs et nuls | 705          | 5,86         | 933         | 8,19        |
| Exprimés       | Exprimés                    | Exprimés       | 11 320       | 94,14        | 10 465      | 91,81       |

*sortant

### Canton de Vitry-en-Artois
| Candidats      | Candidats           | Étiquette      | Premier tour | Premier tour | Second tour | Second tour |
| Candidats      | Candidats           | Étiquette      | Voix         | %            | Voix        | %           |
| -------------- | ------------------- | -------------- | ------------ | ------------ | ----------- | ----------- |
|                | Martial Stienne*    | PCF            | 5 155        | 35,39        | 7 646       | 56,46       |
|                | Alain Delebarre     | RPR            | 3 957        | 27,16        | 5 896       | 43,54       |
|                | Jean-Pierre Hecquet | PS             | 2 775        | 19,05        | Retrait     | Retrait     |
|                | Eric Haufricht      | FN             | 1 362        | 9,35         |             |             |
|                | Guy Lesniewski      | Verts          | 1 319        | 9,05         |             |             |
|                |                     |                |              |              |             |             |
| Inscrits       | Inscrits            | Inscrits       | 19 733       | 100,00       | 19 733      | 100,00      |
| Abstention     | Abstention          | Abstention     | 4 543        | 23,02        | 5 376       | 27,24       |
| Votants        | Votants             | Votants        | 15 190       | 76,98        | 14 357      | 72,76       |
| Blancs et nuls | Blancs et nuls      | Blancs et nuls | 622          | 4,09         | 815         | 5,68        |
| Exprimés       | Exprimés            | Exprimés       | 14 568       | 95,91        | 13 542      | 94,32       |

*sortant